# Kanton Marseille-3
Marseille-3 is een kanton van het Franse departement Bouches-du-Rhône. Het kanton maakt deel uit van het arrondissement Marseille. In 2018 telde het 46.285 inwoners.
Het kanton omvat uitsluitend een deel van de gemeente Marseille.